# سونيت 28
السونيت 28 هي واحدة من السوناتات الـ 154 التي كتبها ونشرها الكاتب المسرحي والشاعر الإنجليزي وليم شكسبير عام 1609. تُعد السونيت جزءًا مما يُعرف بـ«مجموعة الشاب الجميل» (Fair Youth)، كما تُعتبر جزءًا من مجموعة أصغر تشمل السوناتات (27، 28، 43، و61) حيث نجد في جميعها الشاعر وحيدًا في الظلام يحاول استحضار صورة الشاب الجميل بعقله دون جدوى. تصف هذه السوناتات اضطرابات الشاعر الليلية، والرحلة الخيالية التي يخوضها في مخيلته كشاعر، وهو موضوع تقليدي يظهر أيضاً في سوناتات الشاعر الإيطالي بتراركا.

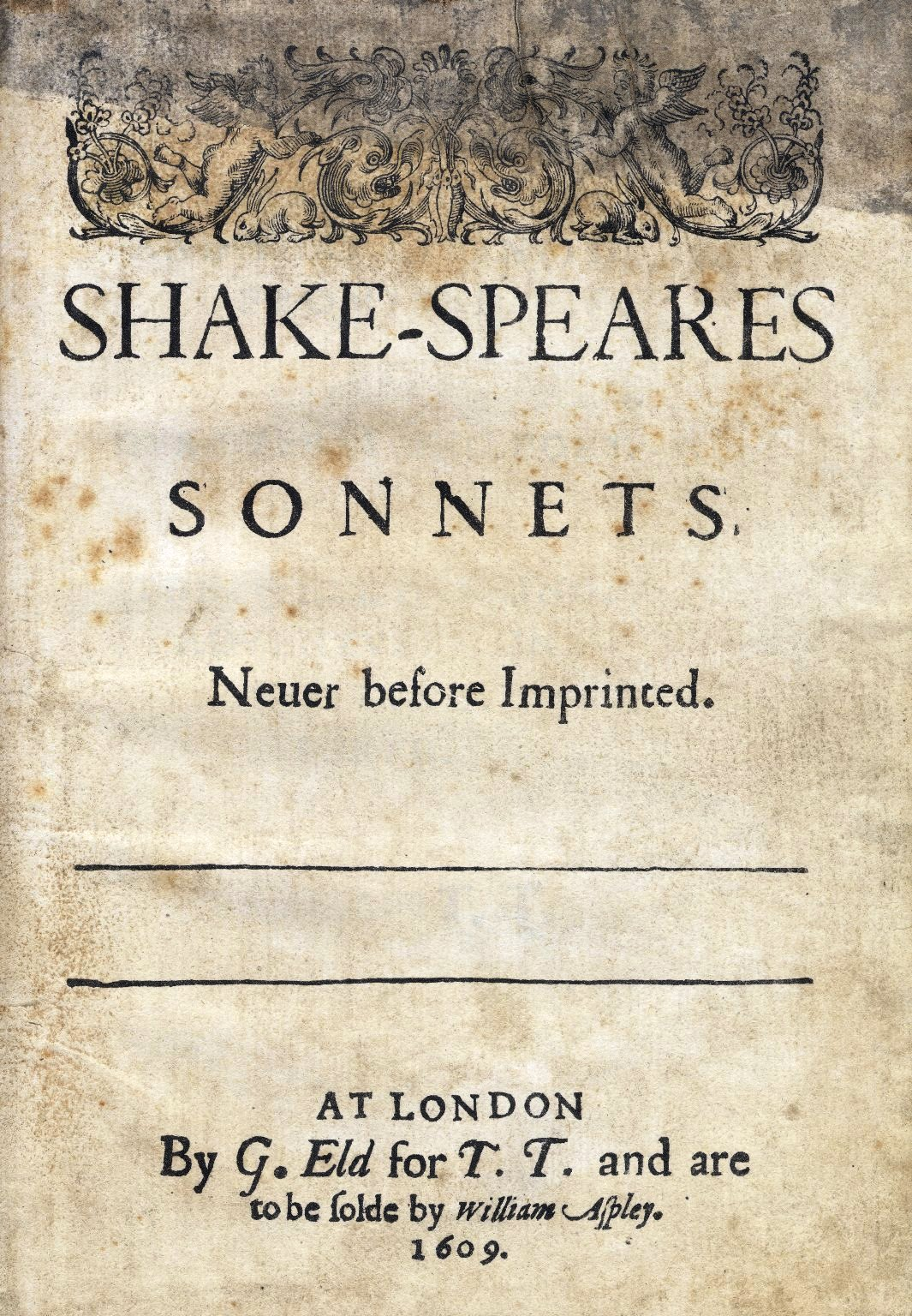

## تفسير النص
تبدأ المواضيع في السونيت 28 من السونيت 27 وتستمر في السوناتات 43 و61: كل السوناتات الأربع تصور الشاعر وحيداً في فراشه ليلاً في الظلام، محاولاً تخيل صورة الشاب بعين خياله. تصف جميعها القلق الليلي الذي يبقيه مستيقظاً، والرحلة التخيلية التي تحدث في ذهنه.
يبدأ الربع الأول للسونيت بالتساؤل عن كيفية عودة الشاعر إلى الشاب في حالة سعيدة. يعاني الشاعر من التعب في النهار بسبب العمل، ومن الأرق في الليل. العمل هنا يرمز إلى جهد الشاعر في البحث عن الكلمات والاستعارات لوصف الشاب. يشير مصطلح «السفر» أو «الكدح» "toil" في السونيت السابقة (27) إلى رحلة الشاعر الذهنية في الإبداع.
في المقطع الثاني، يُصَّوَر الليل والنهار كطغاة متعاونين على تعذيب الشاعر. يعذبه النهار بالتعب (التعبير عن العمل الإبداعي)، بينما يثير الليل حسرته على البعد عن الشاب. هذا التعذيب هو استعارة لمعاناة الشاعر بسبب عدم قدرته على إيجاد التعبيرات المناسبة التي تقربه من الشاب. يحاول الليل والنهار إجبار الشاعر على استحضار صورة الشاب، لكن بلا جدوى.
يتحدث الشاعر في الربع الثالث عن محاولته تملق النهار والليل لوقف عذابهما. يُجامِل النهار بقوله إنه مشرق حتى لو حجبت الغيوم الشمس، ويمتدح الليل الغامق (المظلم) بنفس الطريقة. تشير كلمة "beguiles" إلى خداع الشاعر للوقت، محاولاً استحضار صورة الشاب. ، ويُستخدم هذا المصطلح هنا بمعنى يخدع أو يغوي. يتضمن هذا المقطع غموضاً متعمداً، خاصةً في العبارة "to please him"؛ ما يثير تساؤلات حول الشخص المُشار إليه.
يتسم المقطع الثالث من السونيت بمستوى عالٍ من الغموض، يُعتقد أنه مقصود لتحدي القراءة التقليدية للسوناتة وتقديم تساؤلات حول هوية الشخص المُشار إليه. يبدأ هذا الالتباس بعبارة "to please him"، التي قد تبدو للوهلة الأولى تشير إلى الشاب الجميل، وهو شخص يُحب الإطراء. تدعم هذه الفكرة وجود مجموعة الشعراء المنافسين (Rival Poets Group)، حيث يبدو الشاعر مقاوماً لرغبة الشاب الجميل في الحصول على الإطراء. يشعر الشاعر أن مكانته في قلب الشاب قد تراجعت لصالح شعراء آخرين، نجحوا فقط لأنهم يلجؤون إلى المديح. على العكس من ذلك، يفضل الشاعر التعبير عن مشاعره بصدق وبكلمات بسيطة، كما يشير في السونيت 82:
"in true plain words" (Sonnet 82, line 12).
يؤدي فك غموض النص إلى دفع القارئ للنظر في تفسير مختلف للشاب الجميل. قد يُفهم الشاب في هذا السياق على أنه طاغية مهووس بالإطراء، يُطالب من الشعراء مدحه باستمرار. هذا التفسير يعكس توتراً داخلياً في علاقة الشاعر مع الشاب الجميل، حيث يرفض الشاعر أن يكون جزءًا من منافسة قائمة على المجاملة الزائفة.
في السطر الثاني عشر، تظهر الكلمة "guil’st"، التي استبدلها بعض المحررين بكلمة "gildest" (تعني تزيين الشيء بطبقة ذهبية). إذا اُعتُمِدَ هذا التفسير، يصبح الشاعر يمتدح الليل قائلًا إنه حتى عندما تكون النجوم مختبئة، فإن الليل يزين المساء بجماله.
البيتين الأخيرين (13 و14) يوضحان فشل الشاعر في استحضار صورة الشاب، رغم محاولاته تملق النهار والليل. تعكس هذه النهاية استمرار معاناة الشاعر، حيث يبدو وكأنهما يزيدان من آلامه.

## بنية السونيت
تتبع السونيت 28 الشكل التقليدي للسوناتات الشكسبيرية، حيث تتألف من 14 بيتاً مقسمة إلى ثلاثة مقاطع رباعية (12 بيتاً) وبيت مزدوج (الأخير). يعتمد الإيقاع على خماسي التفاعيل الإيمبي (iambic pentameter)، وهو وزن شعري يتألف من خمسة أقدام في كل سطر، وكل قدم تحتوي على مقطعين يُنطقا ضعيف/قوي. تتبع القصيدة مخطط القافية: ABAB CDCD EFEF GG.
```
   ×   /   ×   /    ×   /     ×  /   ×    /  

But day by night and night by day oppressed, (28.4)  
```

الزوج الأخير من السطور، وربما السطران العاشر والثاني عشر، يحتوي كل منها على مقطع إضافي نهائي أو نهاية مؤنثة:
```
   ×   /   ×    /  ×   /   ×  /  ×    / (×)  

But day doth daily draw my sorrows longer, (28.13)  
```

/ = ictus، موقع مقطعي قوي شعرياً. × = nonictus. (×) = مقطع زائد عن الوزن.
يتضمن النص استخداماً متكرراً للجناس الصوتي، مثل أصوات "b"، و"d"، و"p" في الأبيات الأولى.

## وصلات خارجية
- تحليل